# Урало-Кавказька селищна рада
Ура́ло-Кавка́зька се́лищна ра́да — орган місцевого самоврядування у складі Краснодонської міської ради Луганської області. Адміністративний центр — селище міського типу Урало-Кавказ.

## Загальні відомості
- Територія ради: 3,28 км²
- Населення ради: 3 566 осіб (станом на 2001 рік)
- Територією ради протікає річка Дуванка.

## Населені пункти
Селищній раді підпорядковані населені пункти:
- смт Урало-Кавказ
- с-ще Західний

## Склад ради
Рада складається з 20 депутатів та голови.
- Голова ради: Томілін Микола Анатолійович
- Секретар ради: Мирошниченко Людмила Валентинівна

### Керівний склад попередніх скликань
| ПІБ                         | Основні відомості                                                        | Дата обрання | Дата звільнення |
| --------------------------- | ------------------------------------------------------------------------ | ------------ | --------------- |
| Томілін Микола Анатолійович | Селищний голова, 1950 року народження, освіта вища, безпартійний         | 26.03.2006   | 31.10.2010      |
| Томілін Микола Анатолійович | Селищний голова, 1950 року народження, освіта вища, член Партії регіонів | 31.10.2010   |                 |

Примітка: таблиця складена за даними джерела

### Депутати
За результатами місцевих виборів 2010 року депутатами ради стали:

#### За суб'єктами висування
| Суб'єкт висування | Кількість обраних депутатів | %  |
| ----------------- | --------------------------- | -- |
| Партія регіонів   | 14                          | 70 |
| Самовисування     | 6                           | 30 |

#### За округами
| № округу        | Прізвище, ім'я, по батькові       | Дата визнання обраним | Освіта                    | Партійна приналежність | Відомості про обраного депутата                                                         |
| --------------- | --------------------------------- | --------------------- | ------------------------- | ---------------------- | --------------------------------------------------------------------------------------- |
| Партія регіонів |                                   |                       |                           |                        |                                                                                         |
| 1               | Гусєв Олександр Михайлович        | 04.11.2010            | Освіта середня            | член Партії регіонів   | СП "Шахтоуправління «Суходільське — Східне» ВАТ «Краснодонвугілля», гірничий монтажник  |
| 2               | Корзун Інна Олександрівна         | 04.11.2010            | Освіта вища               | член Партії регіонів   | тимчасово не працює                                                                     |
| 3               | Бєла Міра Михайлівна              | 04.11.2010            | Освіта вища               | позапартійна           | СП "Шахтоуправління «Суходільське — Східне» ВАТ «Краснодонвугілля», машиніст підйому    |
| 4               | Чекрижов Микола Михайлович        | 04.11.2010            | Освіта середня спеціальна | позапартійний          | пенсіонер                                                                               |
| 6               | Криворучко Віктор Петрович        | 04.11.2010            | Освіта середня            | позапартійний          | пенсіонер                                                                               |
| 8               | Дубравін Юрій Олександрович       | 04.11.2010            | Освіта середня            | позапартійний          | приватний підприємець                                                                   |
| 13              | Бєлоножкіна Галина Олександрівна  | 04.11.2010            | Освіта вища               | позапартійна           | СП "Шахтоуправління «Суходільське — Східне» ВАТ «Краснодонвугілля», оператор котельної  |
| 14              | Вальяников Валерій Володимирович  | 04.11.2010            | Освіта середня            | позапартійний          | СП "Шахтоуправління «Суходільське — Східне» ВАТ «Краснодонвугілля», слюсар підземний    |
| 15              | Корабльова Ірина Миколаївна       | 04.11.2010            | Освіта вища               | позапартійна           | дошкільний навчальний заклад № 29 «Казка», завідувачка                                  |
| 16              | Мирошниченко Людмила Валентинівна | 04.11.2010            | Освіта вища               | позапартійна           | Урало-Кавказька селищна рада, секретар                                                  |
| 17              | Щербакова Оксана Вікторівна       | 04.11.2010            | Освіта вища               | позапартійна           | Загальноосвітня школа № 11, вчитель початкових класів                                   |
| 18              | Веселова Віра Валеріївна          | 04.11.2010            | Освіта вища               | позапартійна           | приватний підприємець                                                                   |
| 19              | Воєводіна Валентина Іванівна      | 04.11.2010            | Освіта середня            | позапартійна           | пенсіонер                                                                               |
| 20              | Матвєєва Ольга Іванівна           | 04.11.2010            | Освіта вища               | позапартійна           | тимчасово не працює                                                                     |
| Самовисування   |                                   |                       |                           |                        |                                                                                         |
| 5               | Євдокімов Сергій Валерійович      | 04.11.2010            | Освіта середня спеціальна | позапартійний          | СП "Шахтоуправління «Суходільське — Східне» ВАТ «Краснодонвугілля», гірничний монтажник |
| 7               | Скорик Олена Анатоліївна          | 10.01.2011            | Освіта середня            | позапартійна           | ВАТ «Краснодонвугілля», гірничий майстер                                                |
| 9               | Савіна Ганна Федорівна            | 04.11.2010            | Освіта вища               | позапартійна           | Краснодонський міськрайсуд, секретар судових засідань                                   |
| 10              | Воронкіна Антоніна Петрівна       | 04.11.2010            | Освіта вища               | позапартійна           | тимчасово не працює                                                                     |
| 11              | Деревянкін Віктор Олексійович     | 04.11.2010            | Освіта середня            | позапартійний          | СП "Шахтоуправління «Суходільське — Східне» ВАТ «Краснодонвугілля», слюсар              |
| 12              | Камаренська Тетяна Василівна      | 10.01.2011            | Освіта середня            | позапартійна           | загальноосвітня школа № 11, бібліотекар                                                 |